# Gissjön (Gudmundrå socken, Ångermanland)
Gissjön är en sjö i Kramfors kommun i Ångermanland och ingår i Ångermanälven-Gådeåns kustområde. Sjön har en area på 0,348 kvadratkilometer och ligger 57,1 meter över havet.

## Delavrinningsområde
Gissjön ingår i det delavrinningsområde (697525-160209) som SMHI kallar för Mynnar i havet. Medelhöjden är 132 meter över havet och ytan är 10,69 kvadratkilometer. Det finns inga avrinningsområden uppströms utan avrinningsområdet är högsta punkten. Avrinningsområdets utflöde mynnar i havet. Avrinningsområdet består mestadels av skog (78 procent). Avrinningsområdet har 0,35 kvadratkilometer vattenytor vilket ger det en sjöprocent på 3,3 procent. Bebyggelsen i området täcker en yta av 0,34 kvadratkilometer eller 3 procent av avrinningsområdet.